# J-POPサミット

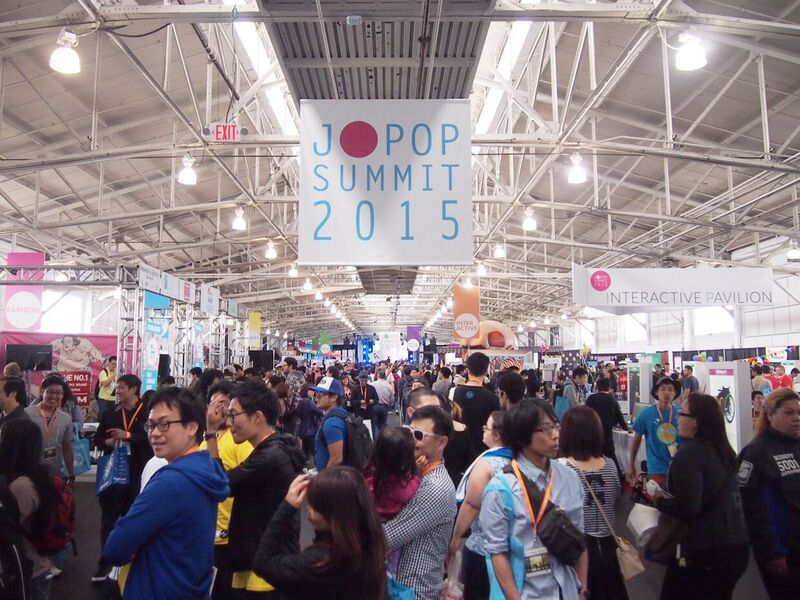
2015年のJ-POP SUMMIT

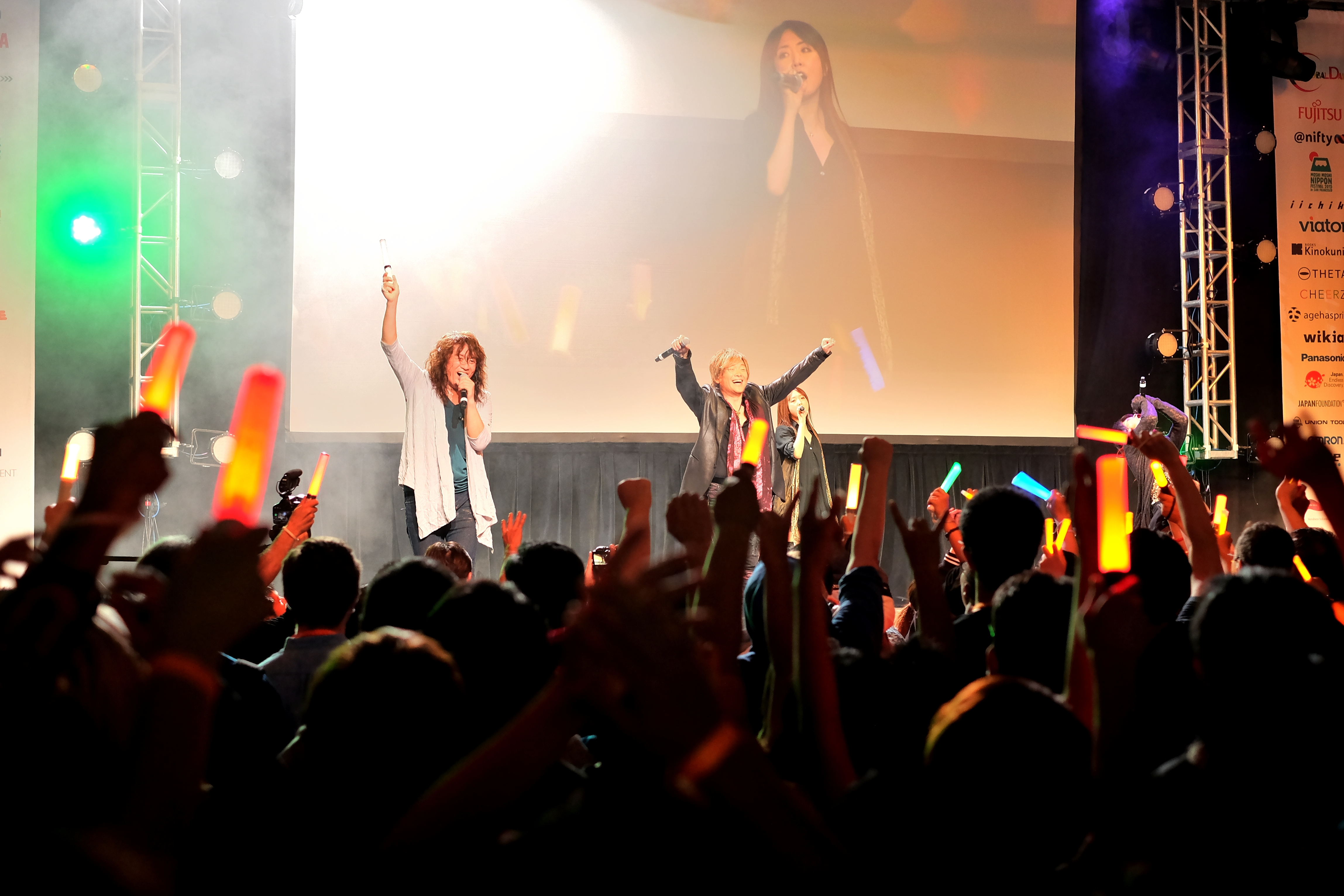
Music Live by JAM project at J-POP SUMMIT 2015

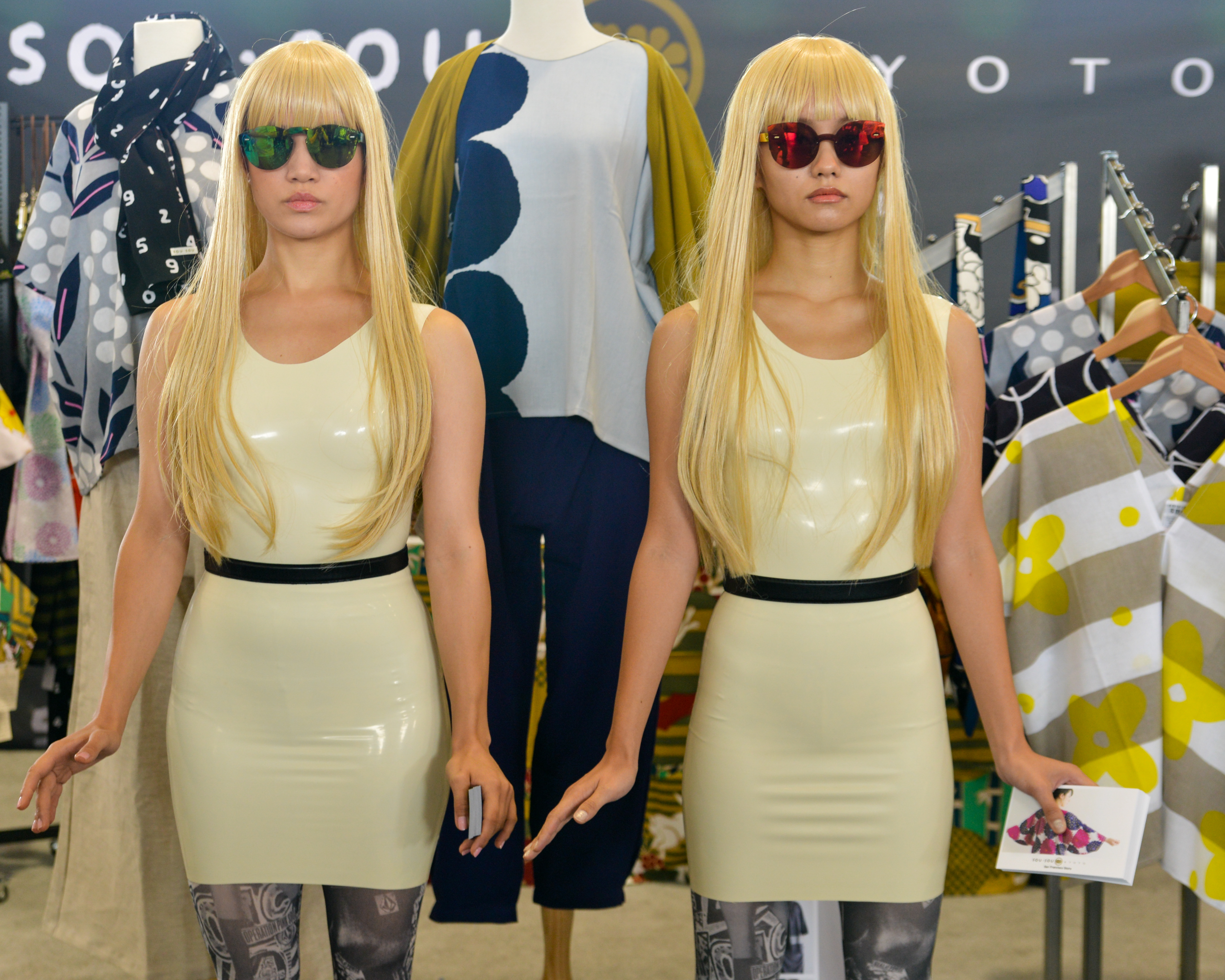
FEMM at SOU SOU booth, J-POP SUMMIT 2015

J-POP SUMMITは、2009年から2017年までアメリカ合衆国サンフランシスコで毎年夏に開かれていた日本文化のお祭り。
NGOである「SUPERFROG Project」が主催しており、日本の最先端のJ-POPカルチャーを「ARTS」「EATS」「INNOVATIONS」の３つのカテゴリーに分け、音楽、ファッション、映画、アート、ゲーム、テクノロジー、アニメ、食など幅広いコンテンツをアメリカに広めている。来場者数は年々増加しており、2014年には12万人が開催地であるジャパンタウンに訪れ、許容人数を超えた事から、2015年には会場を屋内のFort Mason Centerに移している。

## 歴史
J-POP SUMMITは、アメリカ合衆国サンフランシスコのジャパンタウンに位置するNEW PEOPLE buildingのオープニングセレモニーとして2009年に始まったイベントである。日本のポップカルチャーを世界に広める事を目的とし、日本のアニメ・漫画・ゲーム・ファッション・映画・音楽を中心に、日本企業にとってアメリカ市場の架け橋となってきた。”POP IS OUR TRADITION” をテーマとしており、幅広い分野で多面的な日本文化を紹介している。近年では、従来の6つのコンテンツに加え、新しくインタラクティブとトラベルの分野を設け、IT系企業が盛んなシリコンバレーと日本の交流を更に親密化すると共に、アメリカから日本へのインバウンドを活性化させている。
初回の2009年には女優の常盤貴子やファイナルファンタジーのキャラクターデザインを務めた芸術家の天野義孝らが来米。毎年、日本から女優、映画監督、デザイナー、声優、プログラマーなど、あらゆる分野から著名人がゲストに招かれている。メインステージでの「J-POP LIVE」では、きゃりーぱみゅぱみゅ, 板野友美（元AKB48）, May’n, JAM projectなどをゲストに迎えた生ライブが人気を博している。
2016年はLGBTQフレンドリーなサンフランシスコの特色を生かして「J-POP QUEEN」と題したドラッグクイーンのステージもはじめ、新たな進化を遂げている。
2017年の開催日は9月9日-10日である。

## 過去のゲスト
| 日付             | 場所                              | ゲスト |
| ---------------- | --------------------------------- | --- |
| 2009             | ジャパンタウン＆ ユニオンスクエア | Girls Rock Explosion, TsuShiMaMiRe, noodles, RED BACTERIA VACUUM, OMODAKA, 6% DokiDoki, 常盤貴子, 天野喜孝, 横山裕一 |
| 2010             | ジャパンタウン＆ ユニオンスクエア | Jinny Oops!, Soulit, Excuses For Skipping, Hopie Spitshard, DJ Amaya, パトリックマシアス, 小原秀一, 森チャック, 浜崎健, Estria |
| 2011             | ジャパンタウン＆ ユニオンスクエア | Danceroid, ZANEEDS, DJ Amaya, Emi Meyer, Layla Lane, Partsychords, Bay Area Girls, The Bayonettes,K-ON! voice actors, SpeacE KRafT, Vex Mode, 山口碧生, 浜崎健 |
| 2012             | ジャパンタウン＆ ユニオンスクエア | KYLEE, All Ages, The Akabane Vulgars on Strong Bypass, Bay Area Girls, Capital, Random Encounters, The Glowing Stars, SpeacEKrafT, Steve Chun, DJ REViSE, DJ Ayama, Vex Mode, 浜崎健, Mike "Bam" Tyau,Rome Kanda |
| 2013             | ジャパンタウン＆ ユニオンスクエア | きゃりーぱみゅぱみゅ, LoVendoЯ, DJ COCO, SWEETY, The Akabane Vulgars on Strong Bypass, KYLEE, DAICHI, Slime Girls, Cal Raijin Taiko, 西川美和, 佐藤信介, 増田セバスチャン, 坂口恭平, 寺田克也 |
| 2014, Jul 19-20  | ジャパンタウン＆ ユニオンスクエア | May'n, 板野友美, 東京女子流, DAICHI, AKIRA, UNA, 木村ミサ, 瀬戸あゆみ, Pinky Doodle Poodle, KYLEE, Black Diamond, Cal Raijin Taiko, SF Awakko-Ren, ヤナキク, The Akabane Vulgars on Strong Bypass, DJ COCO, DJ Amaya, 古川雄輝, 田中光俊, 北村リサ, KEI(Illustrator of Hatsune Miku) |
| 2015, Aug 7-9    | Fort Mason Center                 | JAM project, ケン・イシイ, 藍井エイル, ヤナキク, むすびズム, AMIAYA, Gacharic Spin, FEMM, ANAMANAGUCHI, Jinny Oops!, Little Glee Monster, FES☆TIVE, Faint★Star, ジャルジャル, ちっちゃいおっさん, コアックマ& アックマ, さなせなぼな, Dear Marriette, 中村佑介, 浅野忠信, 森本晃司, Kelvin Kazumi Hiraishi, Kaoru Sugano, Timothy Archuleta, Jake Myrick, Eric Gower, Allen Miner, Jim Newton, Redg Snodgrass, Tak Miyata |
| 2016, Jul 22-24  | Fort Mason Center                 | きゃりーぱみゅぱみゅ, WORLD ORDER, Silent Siren, GARNiDELiA, 水曜日のカンパネラ, YANAKIKU, 東京パフォーマンスドール, ミッツ・マングローブ, UNA, ワカマツカオリ, 浜崎健, タカハシミツメヒロユキ, 増田セバスチャン, 岩井俊二, 浜口竜介, 斉藤辰夫, 早見優, Domo, さなせなぼな, コアックマ＆アックマ, あさく侍, 梅薔薇ひばり, ソンベアー, Heklina, D'Arcy Drollinger, SF Awakko-ren,                                          |
| 2017, Sep 9 - 10 |                                   | 未発表 |

## 開催地
2014年までは、ユニオンスクエア、及びジャパンタウン全域を歩行者天国にし、無料野外イベントとして運営されていたが、参加者が年々増加し続け所要人数を超えてしまったことから、2015年からは場所を屋内のフォートメイソンセンターに移した。これと共に有料イベントとして運営体制が改善され、屋内ステージによる本格的な音楽ライブも楽しめるようになっている。また、2015年にJ-POP SUMMIT FESTIVALからJ-POP SUMMITへと改名している。

## 関連サミット

### Japan Film Festival of San Francisco
北カリフォルニア初の日本映画祭。最初はJ-POP SUMMITのコンテンツのひとつだった「映画」だったが、その人気から2013年から映画祭へと成長・独立した。毎年J-POP SUMMITと同じ週からNEW PEOPLE Cinemaで2週間ほど開催される。
2015年には歴史あるCastro Theatreでオープニングセレモニーが開かれ、浅野忠信や森本晃司などの舞台挨拶や、ケン・イシイのDJパフォーマンスが披露された。初のサンフランシスコ日本映画祭名誉賞を浅野忠信が受賞した。

### SAKE SUMMIT
2013年にJ-POP SUMMIT内のミニイベントとして発足した酒テイスティングイベント。日本酒の酒蔵、卸売業者、小売り店等が集まり、それぞれの酒を提供する。テイスティング可能な酒の種類は年々増えており、2015年には52本の名酒が集まった。

### RAMEN SUMMIT
もともとは2014年に[RAMEN STREET] としてRamen Yokocho Associationの協賛の元J-POP SUMMIT内のミニイベントとして発足。来場客が殺到し待ち時間が3-4時間になったり、ゴミ問題が出たりしたことからRAMEN STREETは継続には至らなかった。しかし、2016年に主催者であるSUPERFROG PROJECTとサンフランシスコの人気ラーメン店の協力の元、オペレーションを大幅に改善し「RAMEN SUMMIT」として生まれ変わり、大成功を収めた。

### INTERACTIVE SUMMIT
2015年に発足したミニイベント。IT企業が集中しているシリコンバレーの特色をいかして、スタートアップから大企業による展示エリア、「INTERACTIVE SHOWCASE」と、来場者参加型のアイデアソンやピッチコンテスト、著名人によるパネルディスカッション等が行われる「INTERACTIVE SESSIONS」の２部に分かれている。
2016年には「INTERACTIVE SHOWCASE」でYAMAHAのMotobotがアメリカ初披露された。